# Quiina jamaicensis
Quiina jamaicensis là một loài thực vật có hoa trong họ Ochnaceae. Loài này được Griseb. miêu tả khoa học đầu tiên năm 1859.